# 莉萨·巴伯兰
莉萨·巴伯兰（法語：Lisa Barbelin，2000年4月10日—），法国女子射箭运动员，2021年世界射箭锦标赛女子团体反曲弓铜牌得主、2023年世界射箭锦标赛女子团体反曲弓银牌得主、2024年夏季奥林匹克运动会女子个人铜牌得主。